# Herzogtum Sandomir

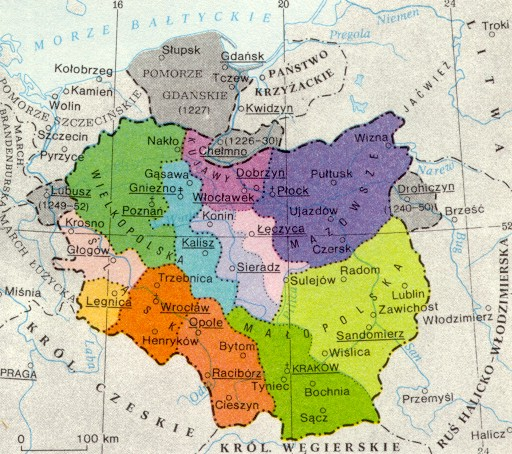
Herzogtum Sandomir um 1250 (hellgrün)

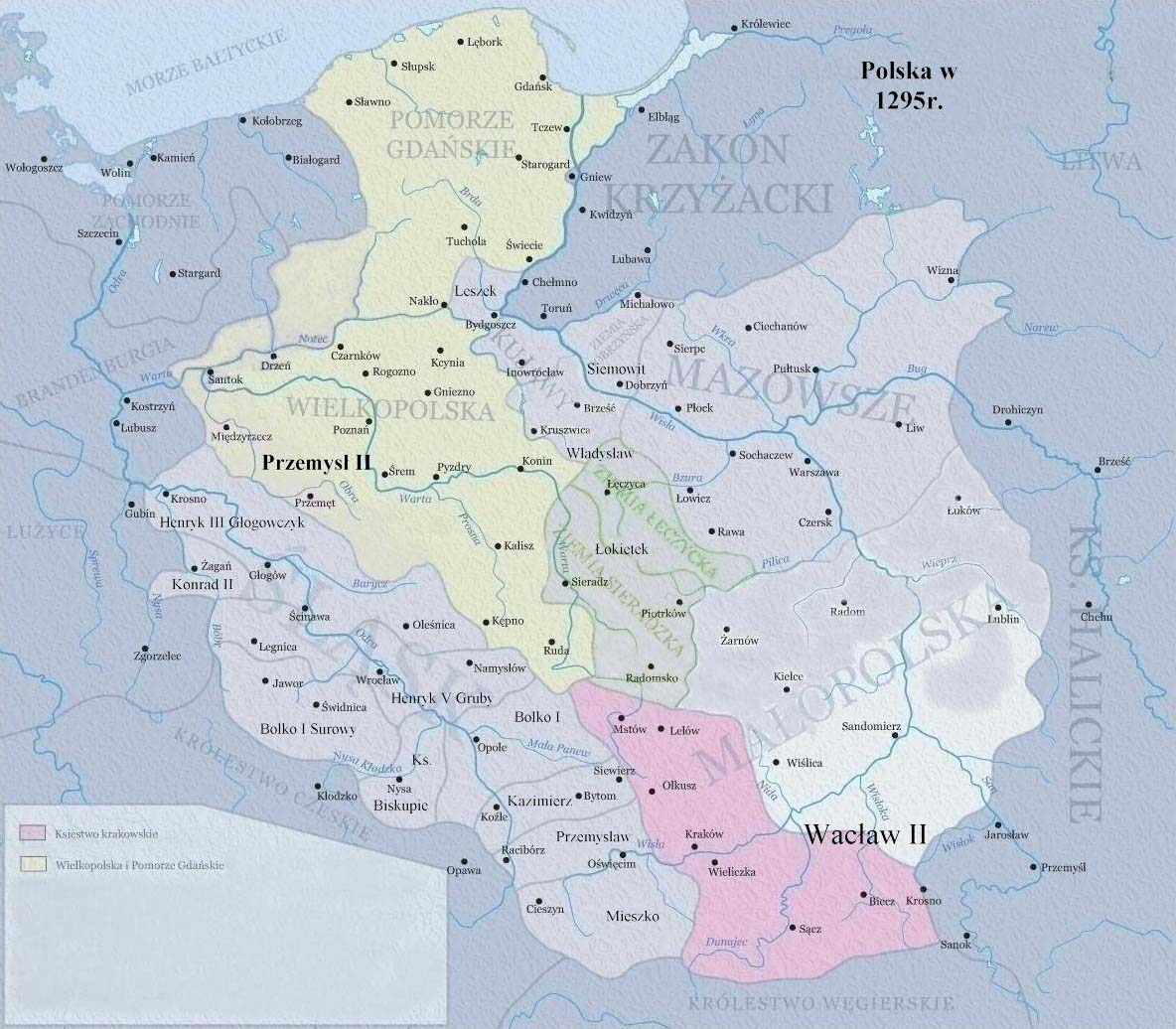
Herzogtum Sandomir 1295 im Besitz des Herzogs Wenzel II. von Böhmen zusammen mit dem Herzogtum Krakau

Das Herzogtum Sandomir (polnisch Księstwo sandomierskie, lateinisch Ducatus Sandomirensis) war ein Teilfürstentum Polens von 1138 bis 1320 mit der Hauptfeste Sandomir.

## Geschichte
1138 teilte Herzog Bolesław III. Schiefmund das Königreich Polen unter seinen Söhnen auf.
Das neu gebildete Herzogtum Sandomir erhielt sein jüngster Sohn Heinrich. Da dieser noch nicht volljährig war, übernahm die Herrschaft sein Bruder Władysław II.
Das Herzogtum wurde 1320 in die Woiwodschaft Sandomierz umgewandelt.

## Herzöge
- Heinrich von Sandomir 1146–1166
- Bolesław IV. (Polen) 1166–1173
- Kasimir II. 1173–1194
- Leszek I. 1194–1227
- Konrad von Masowien 1194–1200
- Helena von Znojmo (Regentin) 1194–1200
- Bolesław V. 1227–1229
- Bolesław I. (Masowien) 1229–1232
- Bolesław V. (Polen) 1232–1279
- Leszek II. 1279–1288
- Bolesław II. (Masowien) 1288–1289
- Konrad II. (Czersk) 1289
- Władysław I. Ellenlang 1289–1292
- Wenzel II. von Böhmen 1292–1304
- Władysław I. Ellenlang 1304–1320